# Chamosite
La chamosite est une espèce  minérale du groupe des silicates sous-groupe des phyllosilicates cristallisant dans le système  monoclinique, qui fait partie de la famille des chlorites. Sa formule idéale est (Fe2+;Mg;Fe3+)5 Al(Si3Al)O10(OH;O)8 avec des traces de manganèse, calcium, sodium et potassium.

## Historique de la description et appellations

### Inventeur et étymologie
Espèce décrite en 1820 par le minéralogiste Pierre Berthier elle est nommée par son lieu de découverte, Chamoson, entre Sion et Martigny, en Suisse.

### Topotype
Haut de Cry, Chamoson, Riddes, Valais, Suisse

### Synonymes
- brunsvigite[4],[5],[6]
- delessite (Karl Friedrich Naumann 1850)[7],[8]
- thuringite-(Fe)

## Caractéristiques physico-chimiques

### Variétés
- Bavalite, variété de formule idéale (Fe,Mg,Al)6(Si,Al)4O10(OH)8 : trouvée initialement en Bretagne, mais également en Autriche : Kamuderkeusche, Stallhofen, Moosburg, Klagenfurt, Carinthie[9].
- Daphnite (Gustav Tschermak 1891[10]), variété magnésienne de chamosite de formule idéale (Fe,Mg)5Al(Si,Al)4O10(OH)8 : trouvée initialement à Penzance, région de Ludgvan, district de Mount's Bay, Cornouailles, Angleterre, mais aussi au Canada : Rouyn-Noranda, Abitibi-Témiscamingue, Québec[11].
- Thuringite, variété ferreuse de chamosite de formule idéale (Fe,Fe,Mg,Al)6(Si,Al)4O10(O,OH)8 : trouvée initialement à Reichmannsdorf, Thuringe, Allemagne, assez répandue dans le reste du monde.

Variété pour le thuringite :
Klémentite, découverte et analysée par le minéralogiste belge Constantin Klément en 1888 sur des échantillons de Vielsalm (Belgique) et inventée par Tschermak qui l'a dédiée au découvreur. Une autre klémentite est décrite et nommée par E. (Eugène ?) Prost en 1883, dédiée au même homme.

### Cristallochimie
La chamosite est un polytype des chlorites. Elle est un dimorphe de l'orthochamosite et forme une série avec le clinochlore.
Selon la classification de Strunz, elle fait partie de la classe des silicates (IX), plus précisément des phyllosilicates (9.E) micacés composés de réseaux tétraédriques et octaédriques (9.EC).
| Minéral            | Formule                                | Groupe ponctuel                 | Groupe d'espace |
| ------------------ | -------------------------------------- | ------------------------------- | --------------- |
| Baileychlore       | (Zn,Al)3[Fe2Al][Si3AlO10](OH)8         | 1 ou 1                          | C1 ou C1        |
| Borocookéite       | Li1+3xAl4-x(BSi3)O10(OH,F)8 (x ≤ 0,33) | 2/m                             | C2/m            |
| Chamosite          | (Fe2+,Mg,Fe3+)5Al(Si3Al)O10(OH,O)8     | 2/m                             | C2/m            |
| Clinochlore        | (Mg,Fe)5Al(Si3Al)O10(OH)8              | 2/m                             | C2/m            |
| Cookéite           | LiAl4(Si3Al)O10(OH)8                   | 1, 2 ou 2/m                     | C1, C2 ou Cc    |
| Donbassite         | Al2[Al2,33][Si3AlO10](OH)8             | 2/m                             | C2/m            |
| Franklinfurnacéite | Ca(Fe,Al)Mn4Zn2Si2O10(OH)8             | 2                               | C2              |
| Glagolévite        | NaMg6[Si3AlO10](OH,O)8·H2O             | 1                               | C1              |
| Gonyérite          | Mn3[Mn3Fe][(Si,Fe)4O10](OH,O)8         | orthorhombique pseudo-hexagonal | inconnu         |
| Nimite             | (Ni,Mg,Fe)5Al(Si3Al)O10(OH)8           | 2/m                             | C2/m            |
| Odinite            | (Fe,Mg,Al,Fe,Ti,Mn)2,5(Si,Al)2O5(OH)4  | m                               | Cm              |
| Orthochamosite     | (Fe2+,Mg,Fe3+)5Al(Si3Al)O10(OH,O)8     | orthorhombique pseudo-hexagonal | inconnu         |
| Pennantite         | Mn5Al(Si3Al)O10(OH)8                   | 2/m                             | C2/m            |
| Sudoïte            | Mg2(Al,Fe)3Si3AlO10(OH)8               | 2/m                             | C2/m            |

Selon la classification de Dana, la chamosite se trouve dans la classe des phyllosilicates (classe 71) dont les couches de silicate sont formées par des anneaux à six membres avec une alternance de couches 2:1 (deux couches de tétraèdres T autour d'une couche d'octaèdres O) et de couches 1:1 (couche isolée d'octaèdres) (71.04) et plus précisément dans le groupe des chlorites (71.04.01).

### Cristallographie
- Paramètres de la maille conventionnelle : a = 5.373, b = 9.306, c = 14.222 ; beta = 97.88° ; V = 704.40 ; Z = 2
- Densité calculée = 3,13

## Orthochamosite
L'orthochamosite est un dimorphe orthorhombique de la chamosite qui ne constitue plus une espèce au sens de l'IMA.

## Gîtes et gisements

### Gîtologie et minéraux associés
- Métamorphisme des dépôts de fer.
- Dans la réduction des matériaux organiques.

Elle est associée aux minéraux calcite, kaolinite, magnétite, olivine, plagioclase, pyroxènes, quartz et sidérite.

### Gisements producteurs de spécimens remarquables
- Algérie

Aïn Barbar, Edough-Cap de Fer Massif, District de Constantine, Province de Constantine
- Belgique

Carrière Les Roches, Bastogne, Province de Luxembourg
Vielsalm,Bastogne, Province de Luxembourg
- Canada

La mine Jeffrey, Richmond Co., Asbestos au Québec
- France

Carrière du Bois-de-la-Roche, Saint-Aubin-des-Châteaux, Loire-Atlantique, Pays  de Loire
Mine de Rouez, Sarthe, Pays de Loire